# 谷津町 (横浜市)
谷津町（やつちょう）は、神奈川県横浜市金沢区の地名。「丁目」の設定のない単独町名である。住居表示未実施区域
。

## 地理
金沢区の中央部に位置し、南東に金沢町と寺前、南に泥亀、西に釜利谷東、北西に能見台森 、北に能見台、北東に片吹と西柴と接している。

### 地価
住宅地の地価は、2023年（令和5年）7月1日の公示地価によれば、谷津町40番35の地点で26万6000円/m2となっている。

## 歴史

### 沿革
- 1939年（昭和14年）7月1日 - 町界町名地番整理事業に伴い、金沢谷津町の一部を分離し、谷津町を新設。横浜市磯子区谷津町となる[7]。
- 1948年（昭和23年）5月15日 - 行政区の再編に伴い、磯子区の一部から金沢区を新設し、横浜市金沢区谷津町となる[8]。
- 1975年（昭和50年）7月28日 - 住居表示（金沢区東部第一次地区）[9]の実施に伴い、泥亀町の一部を谷津町に編入[10]。
- 1985年（昭和60年）5月1日 - 町界町名地番整理事業に伴い、谷津町の一部を能見台五丁目、能見台森へ編入する[11]。
- 1986年（昭和61年）7月21日 - 住居表示を実施（金沢区西柴・片吹地区）[12]の実施に伴い、谷津町の一部を片吹、西柴三丁目へ編入[11]。

## 世帯数と人口
2025年（令和7年）6月30日現在（横浜市発表）の世帯数と人口は以下の通りである。
| 町丁   | 世帯数    | 人口    |
| ------ | --------- | ------- |
| 谷津町 | 2,240世帯 | 4,276人 |

### 人口の変遷
国勢調査による人口の推移。
| 年                 | 人口  |
| ------------------ | ----- |
| 1995年（平成7年）  | 4,340 |
| 2000年（平成12年） | 4,489 |
| 2005年（平成17年） | 4,941 |
| 2010年（平成22年） | 4,773 |
| 2015年（平成27年） | 4,547 |
| 2020年（令和2年）  | 4,386 |

### 世帯数の変遷
国勢調査による世帯数の推移。
| 年                 | 世帯数 |
| ------------------ | ------ |
| 1995年（平成7年）  | 1,688  |
| 2000年（平成12年） | 1,851  |
| 2005年（平成17年） | 2,191  |
| 2010年（平成22年） | 2,158  |
| 2015年（平成27年） | 2,110  |
| 2020年（令和2年）  | 2,184  |

## 学区
市立小・中学校に通う場合、学区は以下の通りとなる（2024年11月時点）。
| 番・番地等                                       | 小学校             | 中学校             |
| ------------------------------------------------ | ------------------ | ------------------ |
| 1〜8番地 65番地の1 68番地、69番地 167〜182番地   | 横浜市立西柴小学校 | 横浜市立西柴中学校 |
| 9〜64番地 66番地、67番地 70〜166番地 183番地以降 | 横浜市立八景小学校 | 横浜市立西柴中学校 |

## 事業所
2021年（令和3年）現在の経済センサス調査による事業所数と従業員数は以下の通りである。
| 町丁   | 事業所数  | 従業員数 |
| ------ | --------- | -------- |
| 谷津町 | 282事業所 | 2,633人  |

### 事業者数の変遷
経済センサスによる事業所数の推移。
| 年                 | 事業者数 |
| ------------------ | -------- |
| 2016年（平成28年） | 286      |
| 2021年（令和3年）  | 282      |

### 従業員数の変遷
経済センサスによる従業員数の推移。
| 年                 | 従業員数 |
| ------------------ | -------- |
| 2016年（平成28年） | 2,829    |
| 2021年（令和3年）  | 2,633    |

## 交通

### 鉄道
- 京浜急行電鉄 本線
  - 金沢文庫駅

### 道路
- 国道16号

## 施設
- みずほ銀行 金沢文庫支店
- 横浜銀行 金沢文庫支店
- 三井住友銀行 金沢文庫支店
- 金沢警察署 金沢文庫駅前交番

## その他

### 日本郵便
- 郵便番号 : 236-0016[3]（集配局：横浜金沢郵便局[22]）

### 警察
町内の警察の管轄区域は以下の通りである。
| 番・番地等 | 警察署     | 交番・駐在所     |
| ---------- | ---------- | ---------------- |
| 全域       | 金沢警察署 | 金沢文庫駅前交番 |